# Fil·làntia
Phyllantheae és una tribu de plantes amb flor de la família Phyllanthaceae.

## Gèneres
N'hi ha 6 subtribus i 18 gèneres:
- Subtribu Andrachinae:
  - Andrachne (syn. Eraeliss, Thelypotzium)
- Subtribu Astrocasiinae:
  - Astrocasia
- Subtribu Flueggeinae:
  - Breynia (syn. Foersteria, Forsteria, Melanthes, Melanthesa, Melanthesopsis)
  - Flueggea (syn. Acidoton, Bessera, Colmeiroa, Geblera, Neowawraea, Pleiostemon, Villanova)
  - Glochidion (syn. Agyneia, Bradleia, Bradleja, Coccoglochidion, Diasperus, Episteira, Glochidionopsis, Glochisandra, Gynoon, Lobocarpus, Pseudoglochidion, Tetraglochidion, Zarcoa)
  - Margaritaria (syn. Calococcus, Prosorus, Wurtzia, Zygospermum)
  - Phyllanthus (syn. Anisonema, Aporosella, Arachnodes, Ardinghalia, Asterandra, Cathetus, Ceramanthus, Chorisandra, Cicca, Clambus, Conami, Dendrophyllanthus, Dicholactina, Dimorphocladium, Emblica, Epistylium, Eriococcus, Fluggeopsis, Genesiphylla, Hemicicca, Hemiglochidion, Kirganelia, Leichhardtia, Lomanthes, Maborea, Macraea, Menarda, Mirobalanus, Moeroris, Nellica, Niruri, Nymania, Nymphanthus, Orbicularia, Oxalistylis, Ramsdenia, Reidia, Rhopium, Roigia, Scepasma, Staurothylax, Synexemia, Tricarium, Uranthera, Urinaria, Williamia, Xylophylla)
  - Reverchonia
  - Richeriella
  - Sauropus (syn. Aalius, Breyniopsis, Ceratogynum, Diplomorpha, Heterocalymnantha, Hexadena, Hexaspermum, Ibina, Synastemon, Synostemon)
- Subtribu Leptopinae:
  - Leptopus (syn. Andrachne, Chorisandrachne, Hexakestra, Hexakistra)
- Subtribu Pseudolachnostylidinae:
  - Chascotheca (syn. Chaenotheca)
  - Keayodendron
  - Meineckia (syn. Cluytiandra, Neopeltandra, Peltandra)
  - Pseudolachnostylis
  - Zimmermannia
  - Zimmermanniopsis
- Subtribu Securineginae:
  - Securinega